# Hermanus van Boom
Hermanus Marinus van Boom, född 9 februari 1809 i Utrecht, död där 6 januari 1883, var en nederländsk flöjtist. Han var bror till Johan van Boom.
Boom, som var lärjunge till sin far och Jean-Louis Tulou i Paris, var från 1830 verksam som soloflöjtist i Amsterdam. Han invaldes 1860 som ledamot av Kungliga Musikaliska Akademien i Stockholm.